# Птушка
Птушка — колишнє село в Україні, Сумській області, Краснопільському районі.
Було підпорядковане Мезенівській сільській раді.
Село зняте з обліку 1988 року.

## Географія
Село знаходилося на одному з витоків річки Пожня, за 1,5 км — село Новоолександрівка.

## Постаті
Гадяцький Олександр Васильович — Герой Соціалістичної Праці, почесний громадянин м. Лебедин.